# Emmanuel Domenech
Pour les articles homonymes, voir Domenech.
Emmanuel Henri Dieudonné Domenech, né à Rochetaillée-sur-Saône le 4 novembre 1825 et mort à Lyon le 7 septembre 1903, est un missionnaire français.

## Biographie
Envoyé au Texas en 1845, il part du Havre le 20 mars 1846 avec des émigrés allemands et arrive à La Nouvelle-Orléans le 24 mai. Il commence alors la remontée du Mississippi et atteint Natchez. 
Il demeure deux ans à Saint-Louis où il termine ses études et, en mai 1848, revient à La Nouvelle-Orléans avant de joindre Galveston au Texas. 
Le 31 mai, par le bateau, il va à Houston et à cheval gagne San Antonio, lieu de sa nomination. Il y découvre une importante insécurité. Lors de ses nombreuses tournées apostoliques mais aussi cynégétiques, il visite Castroville, Dhanis, Frederiksburg et Braunfels où il rencontre Comanches, Apaches et Navajos, jugeant ces deux derniers peuples moins redoutables que le premier. 
Rentré à La Nouvelle-Orléans au début de l'année 1850, il regagne la France après avoir visité Cairo, la vallée de l'Ohio, Cincinnati, le lac Erié, les chutes du Niagara et New York. En octobre 1850, il est à Rome où il offre au pape une paire de mocassins indiens. 
Le 7 mars 1851, il part de nouveau aux États-Unis. Il passe alors à New York, Albany, Buffalo, Cincinnati, la vallée de l'Ohio et celle du Mississippi pour rejoindre Galveston puis, sa nouvelle résidence de Brownsville à l'embouchure du rio Grande où il doit lutter contre une tumultueuse population où règne la loi de Lynch. Il fait alors des tournées à Reynosa, Rio Grande City et Roma. 
Lorsque la Guerre de Réforme éclate au Mexique, les guérilleros envahissent Matamoros, juste en face de Brownsville. Quand la ville est reprise, Domenech s'interpose pour sauver les prisonniers, ce qui le rend extrêmement populaire au Texas comme au Mexique. Malade, il doit pourtant rentrer en France en 1852. 
De retour dans le Nouveau Monde, il se rend dans le Minnesota. Il part ainsi de Saint-Louis, remonte le Mississippi jusqu'à Saint-Paul, passe par les chutes Saint-Antoine et le lac Pépin, atteint Fort Snelling avant de revenir à Saint Paul. Il remonte ensuite la Minnesota jusqu'à la Traverse des Sioux où, à Coteau des Prairies, il assiste au rassemblement des tribus des Grandes Plaines. Il établit alors un véritable travail d'ethnologue en étudiant l'organisation sociale, les croyances religieuses, les mœurs et coutumes, les chants, danse, manière de chasser, habitat, guerre etc. des Peaux-Rouges. 
Discrédité en 1860 pour avoir fait publier un manuscrit découvert à la Bibliothèque de l'Arsenal, le Livre des sauvages qu'il croyait être un recueil de pictogrammes indiens et qui s’avéra être le cahier de brouillon d'un écolier allemand du XVIIe siècle vivant au Canada, il est de nouveau considéré en 1862 avec sa publication de son Voyage pittoresque, véritable encyclopédie ethnographique, richement illustrée, des Indiens. Il y montre en outre l'immense admiration qu'il porte à ces peuples dont il déplore la progressive extermination par les hommes blancs. 
Après un voyage en Irlande, il devient membre en décembre 1864 de la Commission scientifique du Mexique mais ne parvient pas à mener des recherches importantes en raison de la forte insécurité. Aumônier à Durango, il est engagé par l'empereur Maximilien pour s'occuper dans son cabinet, des affaires de presse. 
En 1867, il revient en France où il devient chanoine à Montpellier. Censeur des ouvrages religieux au ministère de l'Intérieur, il participe à la guerre de 1870 comme aumônier de l'armée de Mac-Mahon puis de celle de la Loire.
Il est curé de la paroisse de Montagna-le-Reconduit (Ain) à partir de 1875, puis curé de Miéry (Jura).
En 1902, il convertit au catholicisme un journaliste juif, Gaston Pollonnais. À cette occasion, il tient des propos exprimant ses opinions antidreyfusardes.

## Œuvres
- Journal d'un missionnaire au Texas et au Mexique, 1846-1852, 1857
- Voyages dans les solitudes américaines. Voyage au Minnesota, 1858
- La vérité sur le livre des sauvages, 1861
- Voyage pittoresque dans les grands déserts du Nouveau Monde, 1862
- L'empire au Mexique et la candidature d'un prince Bonaparte au trône mexicain, 1862
- Les Gorges du Diable, voyage en Islande, 1864
- Légendes islandaises, 1865
- De Mexico à Durango, Bulletin de la Société de géographie, 1866, p. 193-208
- Voyages et aventures en Irlande, 1866
- Bergers et bandits. Souvenirs d'un voyage en Sardaigne, 1867
- Le Mexique tel qu'il est, 1867
- Histoire du Mexique, Juarez et Maximilien, correspondances inédites, 1868
- La Chaussée des Géants, nouveaux voyages et aventures en Irlande, Hetzel, 1868
- Quand j’étais journaliste, 1869
- Histoire de la campagne de 1870-1871 et de la deuxième ambulance de la presse Française, 1871
- La Prophétie de Daniel, philosophie de l'histoire depuis la création jusqu'à la fin des temps, 1875
- L'écriture syllabique (Maya) dans le Yucatan d'après les découvertes de l'Abbé Brasseur de Bourboug, 1883
- Les confessions d'un curé de campagne, 1883
- Souvenirs d'outre-mer, 1884
- Lourdes, hommes et choses, 1894
- Les Secrets de ma valise, voyages et souvenirs, 1895
- Petit chemin de la croix, suivi de considérations sur la confession et la communion, 1897